# Estação de Lakenheath
A Estação de Lakenheath é a estação ferroviária que serve a vila de com o mesmo nome, no condado de Suffolk, Inglaterra.